# نيكيتا ميدفيديف
نيكيتا ميدفيديف (17 ديسمبر 1994 بإيجيفسك في روسيا - ) (الروسية: Никита Олегович Медведев) هو لاعب كرة قدم روسي في مركز حراسة المرمى. لعب مع نادي روستوف وFC Zenit-Izhevsk ‏.

## وصلات خارجية
- نيكيتا ميدفيديف على موقع قاعدة بيانات كرة القدم.إي يو (الإنجليزية)
- نيكيتا ميدفيديف على موقع Soccerway.com (الإنجليزية)
- نيكيتا ميدفيديف على موقع عالم كرة القدم.نت (الإنجليزية)
- نيكيتا ميدفيديف على موقع AS.com (الإسبانية)